# خميس والبقري
محمد مصطفى خميس ومحمد عبد الرحمن البقري، هما عاملين بمصنع الغزل والنسيج في كفر الدوار، قاما بإضراب ووقفة احتجاجية سلمية بالمصنع في 12 أغسطس 1952 مع زملائهم مطالبين بزيادة أجورهم وتحسين ظروف العمل. قُمِعَ الاحتجاج وحُوكِم خميس والبقري ومئات آخرون أمام محكمة عسكرية وصدر الحكم على خميس والبقري بالإعدام شنقاً. وتم تنفيذ حكم الإعدام على محمد مصطفى خميس ومحمد عبد الرحمن البقري في يوم 7 سبتمبر من نفس العام.
يوجد جدل حول من أمر بتنفيذ حكم الإعدام فمحمد نجيب أكد في مذكراته أن عبد الناصر ضغط عليه لتنفيذ الحكم إنقاذا للثورة وتجنبا لثورة جديدة في حين تذكر مصادر أخرى أن عبد الناصر كان معترضا على تنفيذ الحكم.

## الخلفية
في 12 أغسطس 1952 بعد ثورة يوليو أوقف عمال المصنع الآلات وأعلنوا الإضراب عن العمل وقاموا بوقفة احتجاجية لإعلان مطالبهم لحركة الجيش منددين بنقل العديد من العمال لفرع كوم حمادة وتدنى الأجور والحوافز وتدهور سكن العمال، فقامت قوات أمن كفر الدوار بمحاصرة المصنع وأطلقت النيران على العمال فسقط عاملا قتيلا وبعد قمع الاحتجاج تشكلت محكمة عسكرية برئاسة عبدالمنعم أمين وأصدر قرار تشكيلها محمد نجيب بصفته قائدًا للجيش وتم وصف العمال بأنهم منتمين لحركة مضادة للثورة. وتم تقديم ما يربو على 60 متهم للمحاكمة وأصدرت حكم الإعدام في حق خميس والبقري والأشغال الشاقة المؤبدة، وسنوات سجن أخرى لبقية المتهمين، وتم الإفراج عن بعض الأطفال ونُفذ حكم الإعدام في يوم 7 سبتمبر في سجن الحضرة في الإسكندرية.

## موقف سيد قطب
كتب سيد قطب في جريدة الأخبار مقالًا بعنوان حركات لا تخيفنا في عدد 15 أغسطس 1952:
إن عهدا عفنًا بأكمله يلفظ أنفاسه الأخيرة في قبضة طاهرة ولكنّها قويّة مكينة فلا بأس أن يرفس برجليه، ولكنه عهد انتهى، عهد قد مات، ولكن المهم هو أن نشرع في الإجهاز عليه، وأن تكون المدية حامية فلا يطول الصراع، ولا تطول السكرات، لقد أطلع الشيطان قرنيه في كفر الدوّار، فلنضرب بقوّة، ولنضرب بسرعة، وليس على الشعب سوى أن يرقبنا ونحن نحفر القبر ونهيل التراب على الرجعيّة والغوغائيّة بعد أن نجعلها تشهد مصرعها قبل أن تلفظ أنفاسها الأخيرة.

## ردود الفعل السياسية
صمتت جميع الأحزاب عن الحادثة إلا بعض المنظمات الشيوعية الصغيرة التي أعلنت تأييدها للعمال فجماعة الإخوان المسلمين شنت حملة عاتية ضد عمال كفر الدوار المضربين واتهمتهم بالخيانة ووصف سيد قطب الإضراب بأنه من صنع أخطبوط الاستعمار والرجعية. وأصدر مصطفى النحاس رئيس حزب الوفد آنذاك بيانا يستنكر فيه أعمال الشغب ويدعو العمال إلى الهدوء والعمل المثمر.

## فيلم وثائقي
صدر فيلم وثائقي بعنوان اسمى مصطفى خميس للمخرج محمد كامل القليوبي. ووفقاً لبعض المصادر في الفيلم طالب سيد قطب بإقامة حد الحرابة على العمال و بأن ثلاثة من أعضاء مجلس قيادة الثورة آنذاك رفضوا المصادقة على قرار الإعدام، وهم خالد محيي الدين ويوسف صديق منصور وجمال عبدالناصر وأن الرئيس محمد نجيب آنذاك استقبل مصطفى خميس لنصف ساعة، وطلب منه أن يعطيه أسماء محرضيه وهو ما رفضه خميس. وبعد يومين من إعدام خميس والبقرى أصدر قانون الإصلاح الزراعى لامتصاص غضب الناس، وتحويل اهتمام الرأى العام.

## كتاب
خميس والبقري: يستحقان إعادة المحاكمة كتاب للمؤلف عثمان طه سعد صدر عام 1993 ويروي الكتاب أحداث اضطرابات حدثت من عمال النسيج في كفر الدوار في 12 أغسطس 1952 وصدور أحكام بالإعدام على محمد مصطفى خميس ومحمد عبد الرحمن البقري